# Je sais que je ne sais rien
 (octobre 2013).
Si vous disposez d'ouvrages ou d'articles de référence ou si vous connaissez des sites web de qualité traitant du thème abordé ici, merci de compléter l'article en donnant les références utiles à sa vérifiabilité et en les liant à la section « Notes et références ».

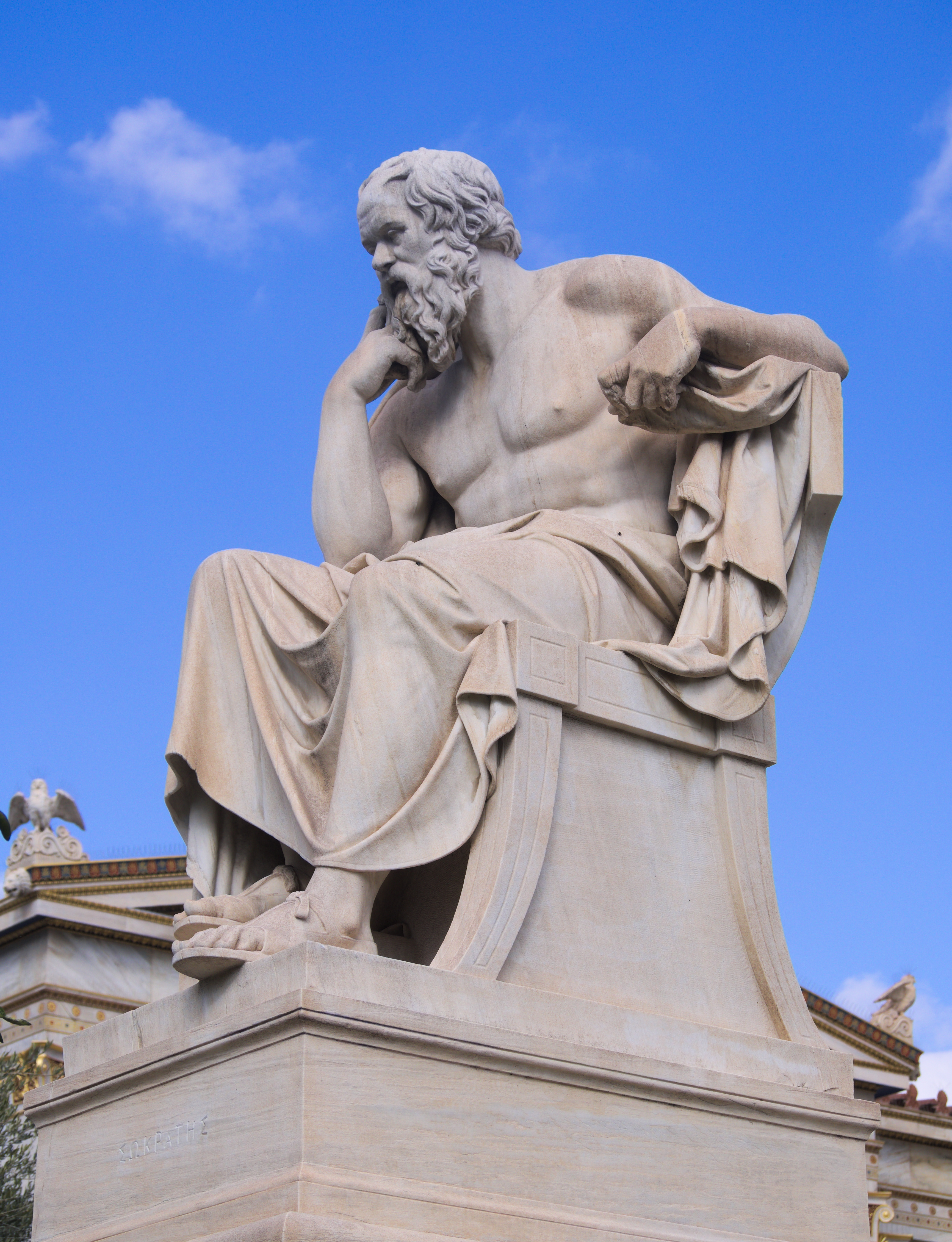
Statue de Socrate à l'Académie d'Athènes, par Leonidas Drosis, 1880.

Je ne sais qu'une chose, c'est que je ne sais rien (en grec ancien : ἕν οἶδα ὅτι οὐδὲν οἶδα hén oȋda hóti oudèn oȋda, et en latin « scio me nihil scire ») est une maxime attribuée par Platon au philosophe grec Socrate. Elle se trouve dans l'Apologie de Socrate (21d), dans le Ménon (80d 1-3) et dans Hippias mineur (372b-372d).
Elle est également connue sous la citation « Le premier savoir est le savoir de mon ignorance : c'est le début de l'intelligence » et sous sa traduction littérale du grec ancien : « Je ne sais qu'une chose, c'est que je ne sais rien » ou « Tout ce que je sais, c'est que je ne sais rien » 
Par la suite, des philosophes se sont inspirés de cette maxime pour construire leur raisonnement, notamment Michel de Montaigne.